# 一片石之战
一片石之战是公元1644年发生于山海关附近、辽宁绥中以西七十里外一片石（今名九門口）的战役，作战双方为清軍、明关宁守军和大順軍。清朝透过此戰的胜利使清兵得以入关，最后统一全中国。

## 历史背景

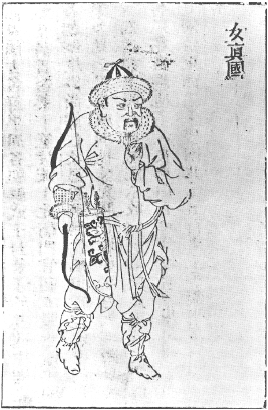
明万历三十七年（1609年）雕版印刷描绘的一名女真男子。原图说明文字解释说女真人居住在长白山附近，着「鹿鞋鳞装」。

1580年代，明朝（1368-1644）统治中国时，一些女真部落居住在明朝领土的东北部，即现在的中国东北，或称“满洲”地区。建州女真领袖努尔哈赤（1559-1626）在1580年代至1610年代南征北讨，将大多数女真部落统一在自己治下。努尔哈赤最重要的一项改革，是将女真诸部整合在黄、白、红、蓝四色旗之下，此后，又在原有四旗基础上再增镶黄、镶白、镶红、镶蓝四旗，形成一种全面的社会和军事制度，是为八旗制度。努爾哈赤将部分旗交由子侄掌控。1612年左右，努爾哈赤为使其氏与其他觉罗氏区分开来，又为与1115年至1234年统治中国北方的早期由女真人建立的金朝攀上关系，将其氏名变更为爱新觉罗氏（意为“金觉罗”）。1616年，努尔哈赤正式宣布建立金国，宣布从明朝中独立出来。尔后几年，努爾哈赤把辽东的大多数主要城市从明朝控制下夺了过来。努尔哈赤所向披靡，直到1626年2月围攻宁远时失利，明朝將領袁崇焕在不久前收购的红夷大炮的帮助下击败了努尔哈赤。努尔哈赤可能在战斗中负伤，数月后病卒。
努尔哈赤之子皇太极（1592年–1643年）继续致力于其父的建国努力：他将权力集于自己手中，参酌明制，建立金国政府机构，将蒙古盟友和投降的明军纳入八旗。1629年，皇太极率军入侵北京郊区，期间俘获懂得铸造红夷大炮的明朝工匠。1635年，皇太极改称女真为“滿洲”，1636年，他又将国号“金”改为“大清”。在松锦之战占领了辽东最后剩下的明朝城市后，明朝處於遍地飢荒、瘟疫肆虐、財政破產的局面，還面臨蠻夷入侵以及大规模的民變，在這樣的內憂外患下，大明的統治已经摇摇欲坠，1643年，清朝准备攻打奄奄一息的明朝。

## 过程
一片石位于辽宁省绥中县和河北省抚宁区交界处的河道上，長城在此由向東轉成向南，是明長城戰略地位最重要的關隘之一，被譽為「京東首關」。
崇禎十七年（1644年）四月十三日，剛攻陷北京約一個月的李自成、劉宗敏親自統率大軍往山海關，李自成另派明降將唐通率兵2萬從山海關以北的一片石出長城，夾擊驻军山海关的明朝辽东总兵吳三桂；大顺军隨行的有明朝太子朱慈烺和吳三桂父親吳襄等人，李自成本人則率主力布陣于石河（今河北秦皇島燕塞湖）。清军自四月初九出發，四月二十日，清军抵連山（今辽宁葫芦岛连山区），吳三桂一再催兵，清军知李自成軍迫近山海關后，日夜急行，一日夜疾行200余里，共行軍13日。四月二十一日，李自成的大順軍與吳三桂於一片石、西羅城進行惡戰，甫開戰关宁小勝於西羅城，接著大顺軍猛攻東羅、北翼二城。大順軍赴山海關的兵馬号称约20萬；吳三桂下辖的关宁军約為5萬；多爾袞所統滿八旗、蒙八旗、漢八旗诸路清军大約為7-8萬人，其中以多爾袞領的滿洲鐵騎最強，兵馬都披著甲胄，非常堅硬，百步之外無法洞穿。
四月二十二日清晨，清軍進至離山海關城僅2里，吳三桂率輕騎寥寥數員、漏夜飛奔至清軍營壘，跪降於多爾袞。多尔衮当即“赐坐赐茶，面谕关门为第一功”，吳表示：「倘若清軍不願助山海關明軍，我也不願返回山海關督戰，李自成大軍必在攻陷山海關後，一鼓作氣攻向清軍。」云云；多爾袞、孝莊皇后、范文程、洪承疇於大帳議論片刻後，接受吳三桂跪求派出清軍助戰。多爾袞令吳三桂按滿洲習俗剃頭，許諾將皇太極女建寧公主嫁給吳子吳應熊。
四月二十三日辰時（上午8點），关宁軍漸難支撐，據守北翼城的一支关宁军向大順軍投降，多爾袞在歡喜嶺的威遠臺上觀戰，下令清軍從南水門、北水門、關中門三路進關。清軍在辰時進山海關以後，見大順軍從北山至海邊排列成一字長蛇陣，多爾袞即令清軍沿近海處鱗次布列，关宁軍排列於清軍的右邊。此時大風突起，揚塵蔽天，不利於不熟悉山海關地理的大順軍，多爾袞乘勢命八旗騎兵衝鋒陷陣，万马奔腾，飞矢如蝗，大順軍雖拼死抵抗，但與关宁軍已鏖戰一晝夜，筋疲力盡，清軍等於以逸待勞。未尾申時初（15點後），李自成的大順軍潰敗，劉宗敏負傷，大順軍死者數萬；牛金星在北京未領軍前來支援李自成，也是大順軍敗戰原因之一。
李自成立馬小崗阜上督戰，見敗局已定，下令撤退。有一僧人跪在他的马前說：“执白旗的骑兵不是关宁兵，必是满洲兵，大王赶快回避。”自成拨马就走。當天，多爾袞封吳三桂為平西王，命他作先導，一路追殺，直撲京城。李自成大敗，一怒之下，馬前斬殺了吳襄，並將他的首級懸挂在高竿示眾，回師京城後又殺了吳家老少38口。四月二十九日，李自成在北京稱帝，次日，李自成離開北京，向西安撤退。前後僅42天。在清军于1644年6月6日进入北京之后，清朝六岁的福临在北京登基，是為順治帝。

## 評價
顧誠評斷山海關之役：“李自成等大顺军领导人，在一片凯歌声中滋长了骄傲轻敌的思想，对于随着明王朝的土崩瓦解而必然出现的满洲贵族的武装干涉，缺乏清醒的估计。这首先表现在，大顺军渡河东征时调集的兵员不够。当时，大顺军兵力总数在百万以上，但平定西北地区后派驻各地的军队数量过多，占领山西、河北、山东等地后，又在各战略要地分别驻军，使兵力进一步分散。”“他们的行动却给人一种强烈的印象，似乎在他们心目中明、清之战是‘前朝’的事情，自己并没有同清方交恶，完全可以井水不犯河水，各自安心过日子。”山海关战役意义标志着：大顺军从此由推翻明朝转变为抗清斗争；清廷统治者梦寐以求的入主中原迈出了关键的一步；以吴三桂为倡首在汉族官绅中迅速形成了一股不可忽视的拥清派。